# Ana-Lucía Cortez
Ana-Lucía Cortez – jedna z bohaterek serialu telewizyjnego Zagubieni. Jej rolę odgrywa Michelle Rodriguez.
Poznajemy ją we wspomnieniach Jacka. Oboje spotkali się w barze na lotnisku przed odlotem (tym samym, co pozostali rozbitkowie). Jak się okaże, przeżyła katastrofę. Przed trafieniem na wyspę była policjantką. W czasie jednej akcji, gdy była w ciąży z Dannym, została ranna w brzuch. Strzelił doń Jason Elder. Ana poroniła. Wróciła do służby. Gdy schwytano Jasona, udawała, że nie jest on tym Elderem, który pozbawił ją dziecka. Potem dopadła go na jednym z podziemnych parkingów w Los Angeles i zabiła go (Collision). Matka dowiedziała się o tym. Kazała jej uciekać. Wówczas Lucia została ochroniarzem na lotnisku. Pewnego razu spotkała tam Christiana Shepharda, ojca Jacka. Ochraniała go w czasie podróży do Los Angeles. Potem porzuciła go przy barze w Sydney (Two for the Road). Dalej Christianowi było dane trafić na Sawyera (Outlaws). Prawdopodobnie tej nocy zapił się na śmierć (Whitte Rabbitt). Gdy rozmawiała z Jackiem na lotnisku, pytając się go o zmarłego ojca, nie miała pojęcia, że rozmawiają o jej towarzyszu podróży (Exodus Part One).
Znalazła się w grupie rozbitków z tylnej części samolotu. Została przywódczynią. W jednym z odcinków pod koniec wędrówki strzeliła bez zastanowienia do Shannon, która pojawiła się zza zarośli. Potem dołącza do rozbitków. Nie zaprzyjaźniła się z żadnym z "naszych" rozbitków. Jedyni jej przyjaciele w serialu to tajemniczy Mr. Eko i Libby. Potem w dalszych odcinkach nawiązuje przyjaźń z Jackiem, z którym bezskutecznie próbuje założyć armię, oraz krótki romans z Sawyerem. W odcinku Two for the Road zostaje zastrzelona przez Michaela. Potem odbywa się jej pogrzeb. W 5 sezonie pojawia się jako zjawa.